# Kiebitzreihe
Kiebitzreihe est une commune allemande du Schleswig-Holstein, située dans l'arrondissement de Steinburg (Kreis Steinburg), à quatre kilomètres au nord-ouest de la ville d'Elmshorn. Kiebitzreihe est l'une des douze communes de l'Amt Horst-Herzhorn dont le siège est à Horst (Holstein).
| - OpenStreetMap Limite communale. |